# Giełda Papierów Wartościowych w Warszawie

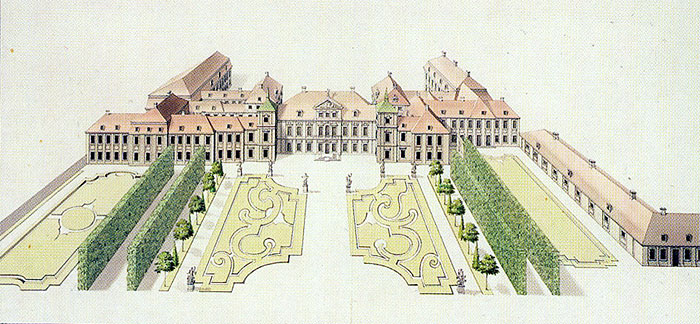
Pałac Saski przed przebudową – pierwsza siedziba giełdy, centrum handlu od 1817 do 1828; budynek zniszczony w 1944

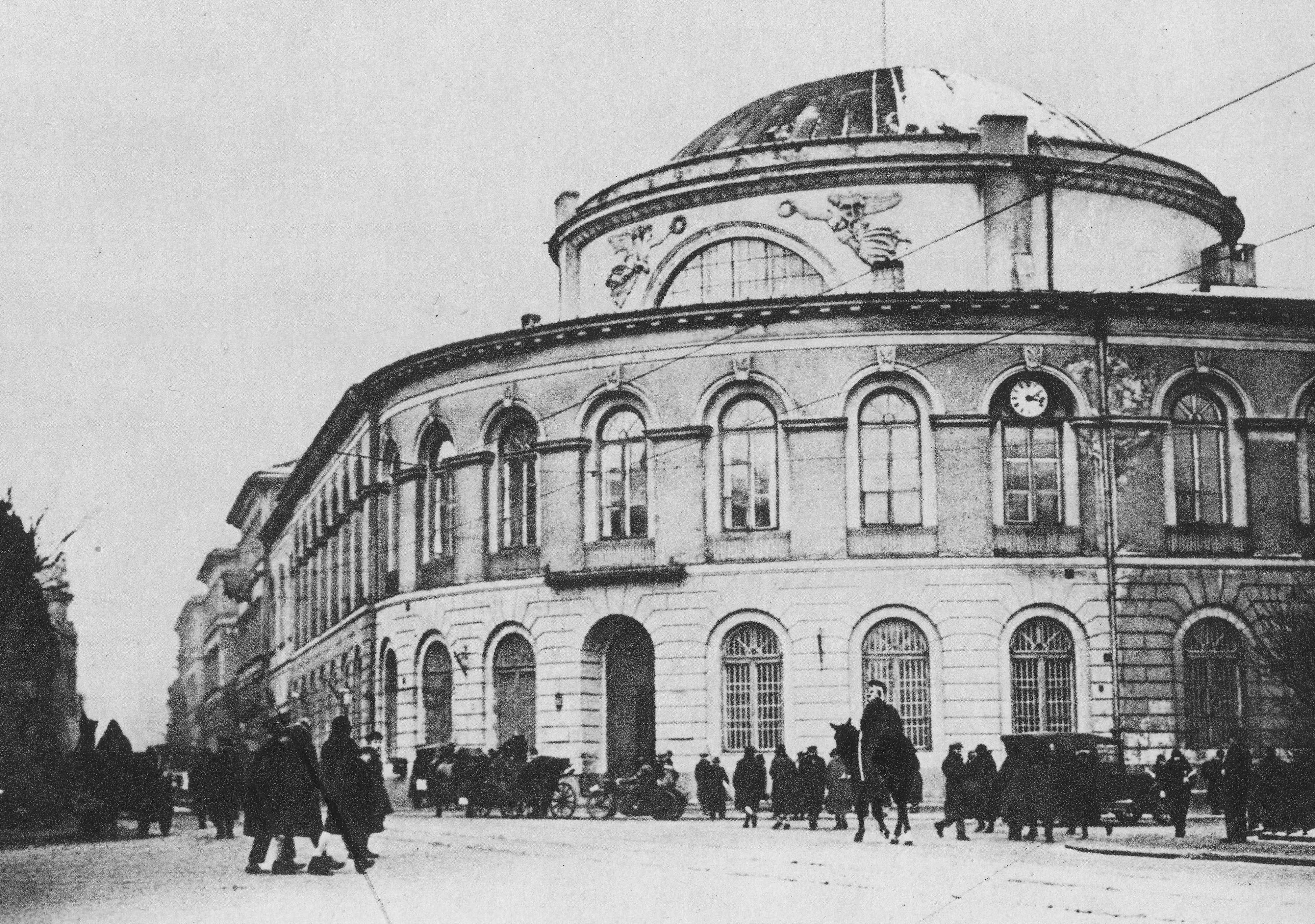
Gmach Giełdy i Banku Polskiego na rogu placu Bankowego i ul. Elektoralnej, siedziba giełdy od 1828 do 1876

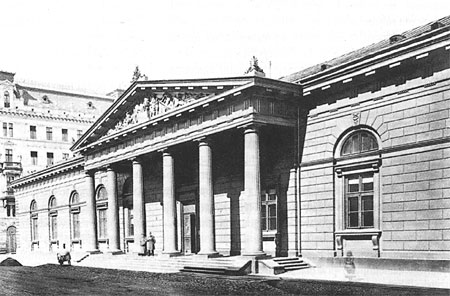
Gmach przy ul. Królewskiej 14, siedziba giełdy od 1876 do II wojny światowej, kompletnie zniszczony podczas działań wojennych

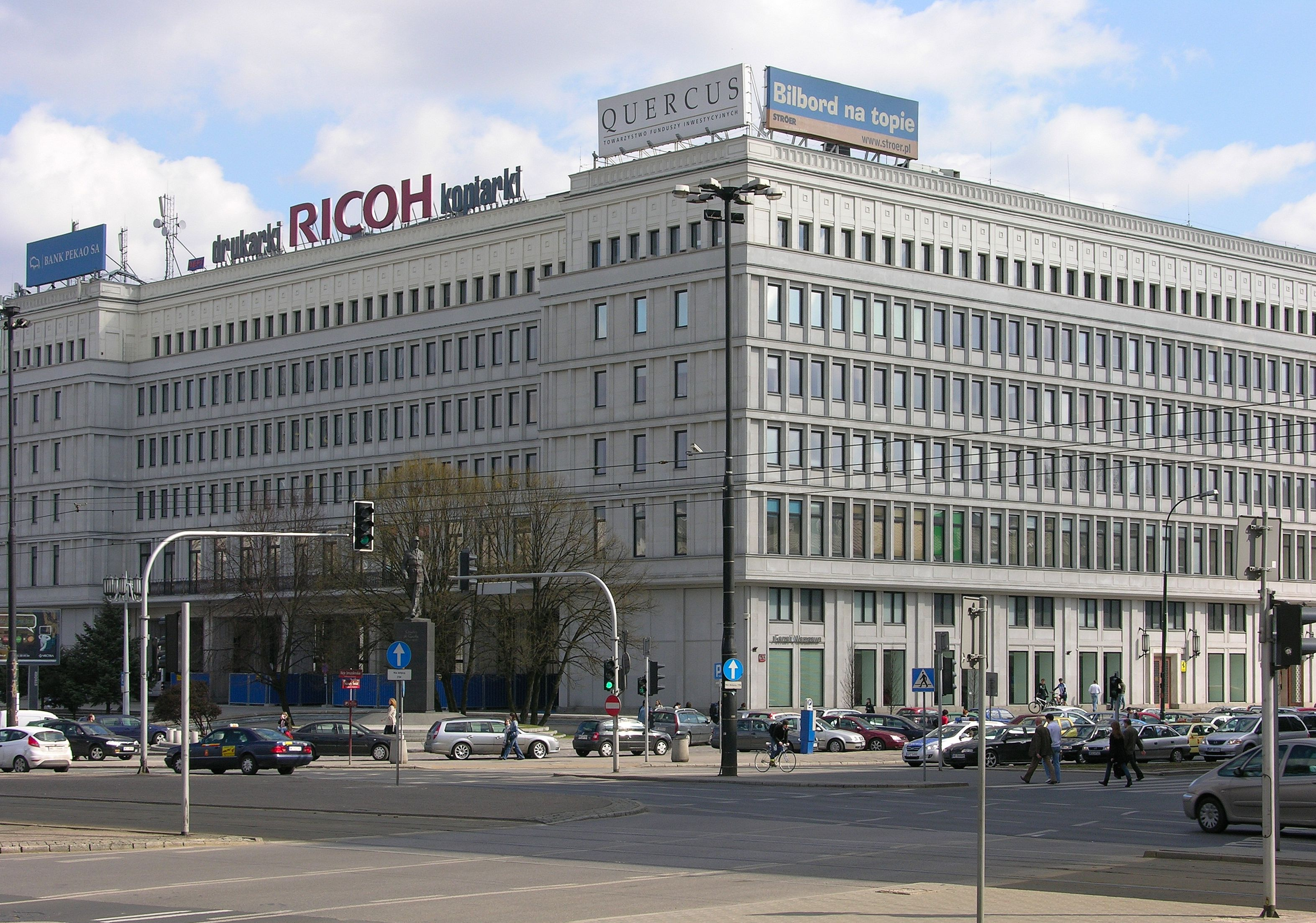
Gmach dawnego Domu Partii, siedziba GPW w latach 1991–2000

Giełda Papierów Wartościowych w Warszawie (GPW) – polska giełda papierów wartościowych z siedzibą w Warszawie, publiczna spółka akcyjna mająca na celu zapewnienie możliwości obrotu giełdowego papierami wartościowymi (takimi jak akcje, obligacje, prawa poboru itp.) oraz niebędącymi papierami wartościowymi instrumentami finansowymi (takimi jak opcje, kontrakty terminowe) dopuszczonymi do obrotu giełdowego.
Obrót na Giełdzie Papierów Wartościowych w Warszawie regulowany jest przez regulamin giełdy, szczegółowe zasady obrotu giełdowego, Komisję Nadzoru Finansowego oraz ustawy:
- o obrocie instrumentami finansowymi[7],
- o ofercie publicznej i warunkach wprowadzania instrumentów finansowych do zorganizowanego systemu obrotu oraz o spółkach publicznych[8],
- o nadzorze nad rynkiem kapitałowym[9],
- o nadzorze nad rynkiem finansowym[10].

Warszawska giełda jest głównym elementem rynku wtórnego i oprócz Głównego Rynku prowadzi rynek małych spółek NewConnect, rynek GlobalConnect, rynek obligacji Catalyst oraz rynek energii poee. Handel na rynku wtórnym odbywa się za pośrednictwem członków giełdy.
Najważniejszymi indeksami giełdowymi głównego rynku są: WIG, WIG20, MWIG40 i SWIG80.
Według stanu na 3 września 2024 na GPW notowane były akcje 792 spółek, z czego 410 na Rynku Głównym, 357 na rynku NewConnect i 25 na rynku Global Connect. Ich łączna kapitalizacja wynosiła ponad 1,57 bln złotych, z czego 795 mld przypadało na spółki krajowe, a 778,6 mld na spółki zagraniczne. Kapitalizacja spółek notowanych na Rynku Głównym wynosiła 1,56 bln złotych, na NewConnect - 11,39 mld zł.

## Struktura
Giełda Papierów Wartościowych w Warszawie została utworzona przez Skarb Państwa jako spółka akcyjna.
Władzami spółki są:
- Walne zgromadzenie
- Rada nadzorcza, zwana Radą Giełdy
- Zarząd, zwany Zarządem Giełdy.

Zarząd poza uprawnieniami i obowiązkami wynikającymi z Kodeksu spółek handlowych, dopuszcza do obrotu giełdowego papiery wartościowe, określa zasady wprowadzania papierów wartościowych do obrotu, nadzoruje działalność maklerów giełdowych i członków giełdy w zakresie obrotu giełdowego. Zarząd giełdy składa się z czterech osób. Pracami zarządu kieruje prezes zarządu wybrany przez walne zgromadzenie.

### Prezesi giełdy
- Wiesław Rozłucki (1991–2006)
- Ludwik Sobolewski (2006–2013)
- Adam Maciejewski (2013–2014)[14]
- Paweł Tamborski (2014–2016)
- Małgorzata Zaleska (2016–2017)[15]
- Jarosław Grzywiński (2017, p.o.)
- Marek Dietl (2017–2024)[16]
- Tomasz Bardziłowski (od 2024)[16]

### Rada Nadzorcza[17]
- Iwona Sroka – prezes Rady Giełdy
- Paweł Homiński – wiceprezes Rady Giełdy
- Piotr Prażmo – sekretarz Rady Giełdy
- Waldemar Markiewicz – członek Rady Giełdy
- Wiesław Rozłucki – członek Rady Giełdy
- Małgorzata Rusewicz – członek Rady Giełdy
- Katarzyna Szwarc – członek Rady Giełdy

### Zarząd
- Tomasz Bardziłowski – prezes zarządu[18]
- Sławomir Panasiuk – wiceprezes zarządu[19]
- Michał Kobza – członek zarządu[20]
- Marcin Rulnicki – członek zarządu
- Dominika Niewiadomska-Siniecka – członek zarządu[21]

### Byli członkowie Rady Nadzorczej GPW
- Grzegorz Domański – przewodniczący Rady Giełdy
- Leszek Pawłowicz – prezes Rady Giełdy
- Dominik Kaczmarski – prezes Rady Giełdy
- Izabela Flakiewicz – wiceprezes Rady Giełdy
- Michał Bałabanow – sekretarz Rady Giełdy
- Janusz Krawczyk – członek Rady Giełdy
- Eva Sudol – członek Rady Giełdy
- Adam Szyszka – członek Rady Giełdy
- Maria Dobrowolska – członek Rady Giełdy
- Tomasz Zganiacz – członek Rady Giełdy
- Mateusz Rodzynkiewicz – członek Rady Giełdy
- Maria Sierpińska – członek Rady Giełdy
- Sebastian Skuza – członek Rady Giełdy
- Dariusz Kacprzyk – członek Rady Giełdy
- Piotr Piłat – członek Rady Giełdy
- Jacek Lewandowski – członek Rady Giełdy
- Marek Słomski – członek Rady Giełdy
- Wiesław Rozłucki – Prezes Rady Giełdy
- Waldemar Markiewicz – członek Rady Giełdy
- Filip Paszke – członek Rady Giełdy
- Leszek Skiba – członek Rady Giełdy

### Byli członkowie Zarządu GPW
- Wiesław Rozłucki – Prezes Zarządu Giełdy
- Włodzimierz Magiera – Wiceprezes Zarządu Giełdy
- Piotr Szeliga – Wiceprezes Zarządu Giełdy
- Dariusz Kułakowski – Wiceprezes Zarządu Giełdy
- Mirosław Szczepański – Wiceprezes Zarządu Giełdy
- Karol Półtorak – Wiceprezes Zarządu Giełdy
- Grzegorz Zawada – Wiceprezes Zarządu Giełdy
- Paweł Tamborski – Prezes Zarządu Giełdy
- Marek Wierzbowski – Wiceprezes Rady Giełdy

## Grupa kapitałowa GPW[22]

### Spółki zależne
- BondSpot SA
- WSE InfoEngine SA
- IRK WSE Research SA
- Towarowa Giełda Energii SA
- WSE Services SA
- Instytut Analiz i Ratingu SA

### Spółki stowarzyszone
- Krajowy Depozyt Papierów Wartościowych
- Centrum Giełdowe SA
- Aquis Exchange Ltd.

## Harmonogram sesji

### Harmonogram notowań ciągłych na GPW
- 8:30–9:00 – faza przed otwarciem (przyjmowanie zleceń na otwarcie)
- 9:00 – otwarcie (określenie kursu na otwarciu)
- 9:00–16:50 – notowania ciągłe
- 16:50–17:00 – faza przed zamknięciem (przyjmowanie zleceń na zamknięcie)
- 17:00 – zamknięcie (określenie kursu na zamknięciu)
- 17:00–17:05 – dogrywka

### Harmonogram notowań ciągłych dla kontraktów terminowych na GPW
- 8:30 – 8:45 – przyjmowanie zleceń na otwarcie
- 8:45 – otwarcie (określenie kursu na otwarciu)
- 8:45 – 16:50 – notowania ciągłe
- 16:50 – 17:00 – przyjmowanie zleceń na zamknięcie
- 17:00 – zamknięcie (określenie kursu na zamknięciu)
- 17:00 – 17:05 – dogrywka

### Harmonogram notowań jednolitych na GPW
- 8:30–11:00 – faza przed otwarciem (przyjmowanie zleceń na otwarcie)
- 11:00 – otwarcie (określanie kursu jednolitego)
- 11:00–11:30 – dogrywka
- 11:30–15:00 – faza przed otwarciem (przyjmowanie zleceń na otwarcie)
- 15:00 – otwarcie (określenie kursu jednolitego)
- 15:00–15:30 – dogrywka
- 15:30–17:05 – faza przed otwarciem (przyjmowanie zleceń na otwarcie następnej sesji)

## Instrumenty finansowe notowane na giełdzie
- kasowe
  - akcje
  - prawa do akcji
  - prawa poboru
  - prawa pierwszeństwa
  - obligacje
  - certyfikaty inwestycyjne
  - produkty strukturyzowane
  - ETF-y
  - warranty opcyjne
- pochodne
  - kontrakty terminowe (na akcje, indeksy giełdowe, obligacje skarbowe i kurs walutowy)
  - opcje (na akcje oraz indeksy giełdowe)
  - jednostki indeksowe

## Ważniejsze wydarzenia
- 12 maja 1817 r. – powstaje Giełda Kupiecka, ustanowiona na mocy wydanego miesiąc wcześniej postanowienia namiestnika Królestwa Polskiego gen. Józefa Zajączka o „zaprowadzeniu giełdy w Warszawie”[23].
- październik 1826 r. – pojawiają się pierwsze publiczne papiery wartościowe – listy zastawne Towarzystwa Kredytowego Ziemskiego.
- koniec listopada 1830 r. – z powodu powstania listopadowego i jego następstw od tego momentu przez rok nie odbywały się sesje na giełdzie[23].
- kwiecień 1840 r. – na giełdzie pojawiają się pierwsze akcje Kolei Warszawsko-Wiedeńskiej.
- styczeń 1873 r. – Giełda Kupiecka zmienia się w Giełdę Warszawską. Giełda pieniężna zostaje oddzielona od towarowej.
- 4 sierpnia 1914 r. – I wojna światowa, giełda zostaje zamknięta[23].
- 2 stycznia 1921 r. – reaktywacja giełdy pod nazwą Giełda Pieniężna w Warszawie[23].
- 1 września 1939 r. – handel na warszawskim rynku zostaje wstrzymany.
- 22 marca 1991 r. – Sejm Rzeczypospolitej Polskiej uchwalił ustawę Prawo o publicznym obrocie papierami wartościowymi i funduszach powierniczych, tworząc ramy prawne dla rynku kapitałowego w Polsce.
- 12 kwietnia 1991 r. – Minister Przekształceń Własnościowych i Minister Finansów reprezentujący Skarb Państwa podpisali akt założycielski Giełdy Papierów Wartościowych w Warszawie.
- 16 kwietnia 1991 r. – odbyła się pierwsza sesja giełdowa z udziałem siedmiu domów maklerskich, na której notowano akcje 5 spółek: Tonsilu, Próchnika, Krosna, Śląskiej Fabryki Kabli, i Exbudu[24]. Domy maklerskie obsłużyły 112 zleceń, a właściciela zmieniło 270 akcji[24]. Sesje odbywały się raz w tygodniu.
- 22 kwietnia 1993 r. – uruchomiono rynek równoległy.
- 3 października 1994 r. – notowania na warszawskiej giełdzie odbywają się pięć dni w tygodniu.
- 10 października 1994 r. – formalne przyjęcie do Światowej Federacji Giełd
- 3 stycznia 1995 r. – wprowadzono indeks rynku równoległego WIRR.
- 15 lipca 1997 r. – wprowadzono do notowań ciągłych akcje pierwszych pięciu spółek.
- 21 sierpnia 1997 r. – uchwalono ustawę Prawo o publicznym obrocie papierami wartościowymi, w związku z czym moc straciła dotychczas obowiązująca ustawa Prawo o publicznym obrocie papierami wartościowymi i funduszach powierniczych z dnia 22 marca 1991 r.
- 16 stycznia 1998 r. – uruchomiono rynek instrumentów pochodnych – kontrakty terminowe na indeks WIG20.
- 26 marca 1999 r. – rozpoczęto publikowanie subindeksów sektorowych.
- 17 listopada 2000 r. – uruchomiono Nowy System Giełdowy Warset.
- 22 stycznia 2001 r. – wprowadzono kontrakty terminowe na akcje trzech pierwszych spółek: TPSA, Elektrimu i PKN Orlen.
- 18 lutego 2002 r. – pierwsze notowanie kontraktów terminowych na MIDWIG.
- 22 września 2003 r. – debiut opcji na WIG20.
- 14 października 2003 r. – debiut pierwszej spółki zagranicznej na GPW – Banku Austria Creditanstalt AG.
- 3 marca 2004 r. – z powodu awarii węzła informatycznego wstrzymano handel na 50 minut.
- 1 maja 2004 r. – wprowadzono nowy podział rynków notowań: na urzędowy i nieurzędowy.
- 10 listopada 2004 r. – obroty przekroczyły 3,272 mld zł.
- 25 lutego 2005 r. – WIG20 przekracza barierę 2100 punktów (na zamknięciu 2118,49 pkt), przy obrotach 1,2 mld zł.
- 28 lipca 2005 r. – po raz pierwszy WIG pokonał poziom 30 000 punktów (osiągając na zamknięciu sesji 30 239,88 pkt).
- 29 lipca 2005 r. – uchwalono ustawy:

1. o obrocie instrumentami finansowymi,
2. o ofercie publicznej i warunkach wprowadzania instrumentów finansowych do zorganizowanego systemu obrotu oraz o spółkach publicznych,
3. o nadzorze nad rynkiem kapitałowym,

które zastąpiły dotychczas obowiązującą ustawę Prawo o publicznym obrocie papierami wartościowymi z dnia 21 sierpnia 1997 r.
- 14 grudnia 2005 r. – WIG20 pokonuje kolejny psychologiczny poziom 2600 punktów (na zamknięciu 2601,96 pkt), przy obrotach 1,172 mld zł.
- 13 kwietnia 2006 r. – WIG20 pierwszy raz kończy sesję powyżej 3000 punktów (3023,69 punktów na zamknięciu).
- 4 maja 2006 r. – WIRR pokonuje barierę 10 000 punktów (10 028,24 na zakończeniu sesji). Zanotowano także wysokie obroty – 1,684 mld zł.
- 5 maja 2006 r. – WIG po raz pierwszy pokonuje poziom 45 tysięcy (45 070,86 punktów na końcu sesji).
- 8 maja 2006 r. – WIG20 na zamknięciu sesji osiągnął 3327,19 punktów.
- 18 stycznia 2007 r. – MIDWIG osiąga poziom 4128,14 pkt, odnotowano także obroty w wysokości 3,706 mld zł.
- 19 stycznia 2007 r. – WIG osiągnął poziom 54 048,19 pkt, a WIG20 zamknął się na poziomie 3457,94 pkt.
- 13 lutego 2007 r. – zawieszenie notowań giełdowych na ponad 3 godziny, z powodu przerwy w komunikacji między giełdą a domami maklerskimi. Przyczyną było uszkodzenie przełącznika.
- 16 marca 2007 r. – po sesji indeksy MIDWIG i WIRR zostają zastąpione nowymi: mWIG40 i sWIG80.
- 2 lipca 2007 r. – z powodu awarii systemu transakcyjnego sesja giełdowa rozpoczęła się z dwugodzinnym opóźnieniem.
- 13 maja 2010 r. – odnotowano największe obroty w dotychczasowej historii giełdy, ukształtowały się one na poziomie 6,6 mld zł.
- 9 listopada 2010 r. – rozpoczęcie notowań akcji GPW na głównym parkiecie GPW.
- 16 kwietnia 2011 r. – GPW obchodziła 20-lecie istnienia
- 21 lipca 2011 r. – powróciły do obrotu na GPW warranty
- 8 listopada 2011 r. – zawarcie przez GPW umowy nabycia akcji Towarowej Giełdy Energii SA
- 17 stycznia 2013 r. – Nadzwyczajne Walne Zgromadzenie akcjonariuszy Giełdy Papierów Wartościowych odwołało Ludwika Sobolewskiego z funkcji prezesa spółki oraz powołało na to stanowisko Adama Maciejewskiego.
- 12 kwietnia 2013 r. – ostatnia sesja giełdowa w systemie Warset.
- 15 kwietnia 2013 r. – pierwsza sesja giełdowa w systemie UTP[25]
- 23 września 2013 r. – rozpoczęcie publikacji indeksu WIG30
- 24 marca 2014 r. – rozpoczęcie publikacji indeksów WIG50 i WIG250
- 20 czerwca 2014 r. – ostatni dzień notowania kontraktów futures z mnożnikiem 10 zł[26]
- 4 marca 2019 r. – pierwszy raz w historii polskiej giełdy krok notowań niższy niż 0,01zł[27]
- 28 czerwca 2022 r. – nabycie od Centralnego Banku Armenii 65,03% udziałów w Armeńskiej Giełdzie Papierów Wartościowych[28].

## Logo
Logo spółki składa się z trzech geometrycznie uproszczonych liter „GPW” połączonych w sposób przypominający giełdowy wykres.

## Wpływ rynków światowych na GPW w Warszawie
Giełda Papierów Wartościowych w Warszawie podobnie jak każda inna nie jest odosobnionym, czy też wyizolowanym tworem uzależnionym tylko od sytuacji gospodarczej w kraju oraz kondycji notowanych na niej spółek. Znaczny wpływ na warszawskie indeksy giełdowe mają notowania na zagranicznych giełdach – przede wszystkim duży wpływ mają amerykańska giełda papierów wartościowych w Nowym Jorku (NYSE) oraz giełdy w Europie Zachodniej, szczególnie w takich państwach Unii Europejskiej jak Niemcy – (FWB), a wcześniej również Wielka Brytania– (LSE). Duże znaczenie mają również kondycja gospodarki światowej i istotne wydarzenia gospodarcze dotyczące krajów rozwiniętych i rozwijających się.